# Semta
Semta (łac. Diocesis Semtensis) – stolica historycznej diecezji w Cesarstwie rzymskim w prowincji Afryka Prokonsularna, sufragania metropolii Kartagina. Współcześnie w Tunezji. Obecnie katolickie biskupstwo tytularne.

## Biskupi tytularni
| Lp. | Biskup                         | Funkcja                                | Od               | Do               |
| --- | ------------------------------ | -------------------------------------- | ---------------- | ---------------- |
| 1   | Gregorij Rožman                | biskup koadiutor Lublany (Jugosławia)  | 17 marca 1929    | 17 maja 1930     |
| 2   | Frano Gjini                    | opat Shën, Llezhri i Oroshit (Albania) | 3 lipca 1930     | 4 stycznia 1946  |
| 3   | Hector Catry                   | emerytowany biskup Lahaur (Pakistan)   | 4 lipca 1946     | 18 marca 1972    |
| 4   | Sergio Otoniel Contreras Navia | biskup pomocniczy Concepción (Chile)   | 25 stycznia 1974 | 23 grudnia 1977  |
| 5   | Dominik Kalata                 | -                                      | 16 marca 1985    | 24 sierpnia 2018 |
| 6   | Juan Gómez                     | biskup pomocniczy Cochabamba (Boliwia) | 27 grudnia 2018  |                  |